# إبينفرين (دواء)
إبينفرين أو أبينيفرين (بالإنجليزية: Epinephrine)‏ ويُعرف أيضًا باسم أدرنالين أو أدرينالين (بالإنجليزية: adrenalin)‏ هو دواء وهرمون. كداوء، يُستعمل لعلاجِ عددٍ من الحالات، تتضمن فرط الحساسية وتوقف القلب والنزيف السطحي. الإبينفرين المستنشق قد يُستعمل لتحسين أعراض الخانوق، وقد يُستعمل لعلاج الربو عند عدم فعالية العلاجات الأخرى. ويُعطى الإبينفرين وريديًا، من خلال حقنة في العضل، أو بالاستنشاق أو بحقنة تحت الجلد.
تتضمن الآثار الجانبية للإبينفرين: رجاف وقلق وتعرق، كما قد يحدث ارتفاع في ضغط الدم وسرعة في معدل القلب. أحيانًا، قد يؤدي إلى اضطراب نظم قلبي. أما بالنسبة لأمانِ استعماله أثناء الحمل والرضاعة الطبيعية فهو غير واضح، ويجب أيضًا أخذ فوائده على الأم في الحُسبان.
يُصنع الإبينفرين طبيعيًا بواسطة الغدة الكظرية وبعض العصبونات. حيثُ يلعب دورًا هامًا في استجابة الكر والفر عبر زيادة الدم المُتدفق إلى العضلات، وزيادة مُخرجات القلب، وتوسع الحدقية وزيادة سكر الدم. يقوم الإبينفرين بذلك من خلال تأيره على المستقبلات الأدرينالينية ألفا وبيتا. يُوجد الإبينفرين في معظم الحيوانات وعدد من الكائنات وحيدة الخلية.
يُعتبر جوكتشي تاكامين أول من عزل الإبينفرين عام 1901. الإبينفرين واحد من الأدوية على قائمة الأدوية الأساسية النموذجية لمنظمة الصحة العالمية. يتوافر أيضًا كدواء جنيس. سعره في الدول النامية بين 0.10 إلى 0.95 دولار أمريكي للقارورة. في الولايات المتحدة يبلغ سعر قلم الإيبنفرين المُستعمل بشكلٍ شائع في فرط الحساسية حوالي 600 دولار أمريكي للقلمين في عام 2016، أما النوع التجاري فيباع بحوالي 140 دولار أمريكي للقلمين.